# Church-Turing-These
Die Church-Turing-These (benannt nach Alonzo Church und Alan Turing, auch Churchsche These genannt) trifft Aussagen über die Fähigkeiten einer Rechenmaschine. Sie lautet:

„Die Klasse der Turing-berechenbaren Funktionen stimmt mit der Klasse der intuitiv berechenbaren Funktionen überein.“

Diese These ist nicht beweisbar, da der Begriff „intuitiv berechenbare Funktion“ nicht exakt formalisiert werden kann. Man versteht darunter alle Funktionen, die prinzipiell auf irgendeine Weise berechnet werden könnten. Damit setzt man insbesondere keine Vorstellung voraus, welche Funktionen auf den natürlichen Zahlen berechenbar sind. Es wird in der Informatik üblicherweise angenommen, dass die These stimmt. Dadurch wird es möglich, für eine Funktion nachzuweisen, dass sie nicht berechenbar ist.

## Entstehung
Turing empfand die Gedankenprozesse eines Menschen beim Zahlenrechnen durch die von ihm entwickelte Turingmaschine nach (in der Funktionsweise ähnlich den heutigen Computern) und analysierte deren Fähigkeiten. Er stellte fest, dass viele Funktionen, die von einem Menschen ausgedacht werden können, erst gar nicht durch die Turingmaschine berechenbar sind, wie z. B. die Funktion des Halteproblems.
Zum anderen zeigte sich, dass auch andere Herangehensweisen, die menschliche Denkweise beim Rechnen zu formalisieren, nicht erfolgreicher waren: So wurde von Turing historisch zuerst die Äquivalenz von Churchs Lambda-Kalkül zur Turingmaschine bewiesen. Es folgten darauf viele weitere vorgeschlagene Algorithmenbegriffe (Rechenmodelle), die alle in ihrer Berechnungsfähigkeit nicht mehr leisteten als die Turingmaschine. Man bezeichnet diese Algorithmenbegriffe demzufolge als Turing-vollständig.
Dies ließ vermuten, dass es keinen mächtigeren Formalismus als den der Turingmaschine hinsichtlich der Berechenbarkeit gäbe und der Mensch – ebenfalls algorithmisch arbeitend – auch nicht mehr Funktionen ausrechnen könne. Damit entstand die Church-Turing-These.

## Implikationen
Falls die These wahr ist, kann es kein Rechnermodell geben, das mehr als die bisherigen Modelle berechnen kann. Insbesondere ist ein Computer ein solches Rechnermodell, somit kann auf ihm theoretisch jeder Algorithmus ausgeführt werden, vorausgesetzt genügend Speicherplatz ist vorhanden. Es ist dann nicht möglich, eine Rechenmaschine zu bauen, die mehr berechnen kann als ein Computer bereits kann. Da viele Programmiersprachen ebenfalls Turing-vollständig sind, kann man jeglichen Algorithmus mittels eines Quelltexts dieser Sprachen ausdrücken. Insbesondere können sich verschiedene Rechenmodelle (z. B. Registermaschinen, Turingmaschinen, GOTO-Programme, WHILE-Programme, µ-rekursive Funktionen) gegenseitig simulieren.
Falls die These falsch ist, gelten die genannten Implikationen nicht. Eine Widerlegung der These wäre mit der Konstruktion eines Hypercomputers möglich, der Berechnungen ausführen kann, die auf einer Turingmaschine nicht möglich sind.

## Erweiterte Churchsche These
Die erweiterte Churchsche These geht noch einen Schritt weiter. Sie lautet:

„Für je zwei Rechnermodelle {\displaystyle R_{1}} und {\displaystyle R_{2}} gibt es ein Polynom {\displaystyle p}, sodass {\displaystyle t} Rechenschritte auf Modell {\displaystyle R_{1}} bei Eingaben der Länge {\displaystyle n} durch {\displaystyle p(t,n)} Rechenschritte auf Modell {\displaystyle R_{2}} simuliert werden können.“

Im Angesicht von Quantencomputern wird heute angenommen, dass diese stärkere These nicht stimmt. So ist beispielsweise Shors Algorithmus in der Lage, Zahlen in polynomieller Zeit zu faktorisieren, während die besten bekannten Algorithmen für reguläre Turingmaschinen super-polynomiellen Aufwand verursachen.

## Weitere Algorithmenbegriffe
- Partiell-rekursive Funktion
- Markow-Algorithmus
- LOOP-Programm (nicht Turing-vollständig)